# Ferme de la Vallée (Norolles)
La ferme de la Vallée appelé aussi manoir de la Vallée ou musée vivant de la Basse-Cour , est un édifice construit au XVe siècle-XVIe siècle, situé sur la commune de Norolles, dans le département du Calvados, région Normandie.

## Localisation
Elle est située dans la commune de Norolles.

## Histoire
Elle a été bâtie à la fin du  XVe siècle ou au XVIe siècle. 	
L'édifice appartient à l'Ordre de Sainte-Ursule de Lisieux en 1789.
La ferme a été inscrite aux monuments historiques par un arrêté du 17 mai 1933 en particulier les éléments suivants : la tourelle, l'escalier, le logis.
En 1997 après une restauration de l'édifice ouvre sur la propriété le Musée vivant de la Basse-Cour à l'initiative de la direction du Musée du Cheval.

## Architecture
L'édifice est construit en pierres ce qui est rare dans le pays d'Auge.
L'édifice possède des caractères défensifs avec en particulier les meurtrières et la tour centrée sur la façade.